# Can't Help Falling in Love
"Can't Help Falling In Love" er en komposition fra 1961, skrevet af George David Weiss, Hugo Peretti og Luigi Creatore. Sangen er indsunget af Elvis Presley til filmen Blue Hawaii.
"Can't Help Falling In Love" blev indspillet hos Radio Recorders i Hollywood den 23. marts 1961. Udover at udkomme på filmens soundtrack, Blue Hawaii, udkom sangen som A-side på en single med "Rock-A-Hula Baby" (Fred Wise, Ben Weisman, Dolores Fuller) som B-side. Både LP og single blev udsendt i oktober 1961, kort før filmens premiere i november.
"Can't Help Falling In Love" er endvidere på CD'en fra 18. juli 1995 Command Performances – The Essential 60's Masters, vol. 2, som er en samling af de bedre af Elvis' filmsange fra 1960'ernes spillefilm.
Den 24. september 2002 udgav RCA en CD med titlen "ELV1S 30 #1 HITS" (bemærk at 'i' i Elvis er erstattet af et 1-tal), hvor "Can't Help Falling In Love" var med. Denne nye CD blev, ligesom i sin tid sangene på den, nummer 1 på hitlisterne rundt om i verden.
Elvis Presley lavede gennem årene et utal af pladeindspilninger af sangen, idet den efterhånden blev til et fast slut-nummer ved hans mange koncerter op gennem 1970'erne og dermed kom til at indgå i de mange pladeudgivelser fra koncerterne. Han optrådte med sangen under sine "Dinner Show"-koncerter på The Hilton Hotel i Las Vegas i 1975. En indspilning herfra findes på Presleys live-album Dinner At Eight, som kom på gaden den 15. november 2002.

## Oprindelse
"Can't Help Falling In Love" baserer sig på en melodi fra det 18. århundrede, skrevet af den franske komponist og dirigent Jean-Paul-Égide Martini (1741-1816). Melodien fik fransk tekst af Jean-Pierre Claris de Florian (1755 – 1794) og er verdenskendt under titlen "Plaisir d'Amour". 

## Andre indspilninger
"Can't help Falling in Love" (og "Plaisir d'Amour") er indspillet af en lang række kunstnere, herunder:
| | | | | |
| - Amanda Lear - Andrea Bocelli - Andy Williams - Anne Murray - Al Martino - Arlo Guthrie og Pete Seeger - Baccara - Barry Manilow - Bob Dylan - Bon Jovi - Bono - Brenda Lee - Bruce Springsteen - Bruno Mars - Cameo - Céline Dion | - Chris Isaak - Christine McVie - Corey Hart - Dana Winner - Darren Hayes - Dave Matthews - David Thomas - Dead Moon - Doris Day - Eddy Arnold - Eels - Engelbert Humperdinck - Erasure - The Esquires - Fleet Foxes - Floyd Cramer | - George Maharis - CSJH The Grace - Herb Reed & The Original Platters - Howe Gelb - Ingrid Michaelson - James Galway - Joan Baez - Joe Loss and his Orchestra - Julio Iglesias - Kamahl - Keely Smith - Kenny Rogers - Klaus Nomi - The Lettermen - Lick the Tins - Luka Bloom | - Marianne Faithfull - Marty Robbins - Michael Bublé - Montgomery Clift - Neil Diamond - Paul Jones - Patti Page - Pearl Jam - Perry Como - The Pretenders - Rainbow - The Residents - Richard Marx - Rick Astley - Sissel Kyrkjebø - Shirley Bassey | - Slim Whitman - Stray Cats - The Stylistics - Techno Twins - The Triffids - Twenty One Pilots - U2 - UB40 - Val Doonican - The Vasco Era - We Five - The Who |